# Lobulosa pollex
Lobulosa pollex är en tvåvingeart som först beskrevs av Berden 1954.  Lobulosa pollex ingår i släktet Lobulosa och familjen fjärilsmyggor. Arten är reproducerande i Sverige. Inga underarter finns listade i Catalogue of Life.